# マルコム・コフーン
ルスの第9代準男爵サー・マルコム・ロリー・コフーン（Sir Malcolm Rory Colquhoun, 9th Baronet of Luss、1947年 - ）は、イギリスの地主、学校経営者。

## 経歴

### 生い立ち
マルコム・コフーンは、第8代準男爵サー・アイヴァー・コフーン（1916年 - 2008年）の息子である。

### 事業
マルコム・コフーンは、妻とともにロンドンで、ノースコート・ロッジ・スクールとブルームウッド・ホール・スクール (Broomwood Hall Sxhool)  のパブリックスクール2校の経営にあたっている。さらに彼は、かつてスコットランドの氏族のひとつであるコフーン氏族の領地であったコフーンやルスで、ローモンド湖に面したおよそ45,000エーカー（約18,000ha）の土地の管理にあたっているルス・エステート・カンパニー (the Luss Estates Company) の会長でもある。

### 称号
父アイヴァーの死後、マルコム・コフーンは、コフーン氏族の氏族長となったが、これはコフーン氏族の氏族長としては第31代、ルスの氏族長としては第33代であった。

### 私生活
マルコム・コフーンは、オーストラリアのキャンベラ出身のキャサリン・ミアーズ (Katherine Mears) と結婚しており、彼女はルスのレディ・コフーン (Lady Colquhoun of Luss) として知られている。マルコムには4人の子がある。推定相続人であるパトリック・コフーン (Patrick Colquhoun, Younger of Luss)の母は、マルコムの最初の妻で、1978年に結婚し1983年に離婚した、アメリカ合衆国ペンシルベニア州ハリスバーグ出身のスーザン・ティマーマン (Susan Timmerman) であった（後には、スーザン・クラーク夫人 (Mrs Susan Clark) としてニュージャージー州プリンストン在住）。マルコムとは最初の子であった長女シャーロット・コフーン (Charlotte Colquhoun) は、マルコムとは関係を絶っているが、ヘレフォードシャー州で娼婦をしていると新聞に報じられた。
マルコムの姉アイオナ・メアリ (Iona Mary) は、イアン・キャンベルと結婚した。このため、第13代アーガイル公爵トーキル・キャンベルは、マルコムの甥にあたる。